# Apanteles cestius
Apanteles cestius är en stekelart som beskrevs av Nixon 1965. Apanteles cestius ingår i släktet Apanteles och familjen bracksteklar. Inga underarter finns listade i Catalogue of Life.